# Волдемар Річард Мазура
Волдемар Річард Мазура (29 грудня 1838 Жамберк — 3 червня 1900 Жамберк) — чеський бізнесмен, власник винного бару, міський голова та фотограф-аматор. Син Яна Фердинанда Мазури (1802—1873).

## Життєпис
В. Р. Мазура разом зі своїм другом, професором Едуардом Альбертом, працював над збором матеріалу для видання книги про історію Жамберкщини. З 1960-х років він час від часу присвячував себе портретній та топографічній фотографії. Він є автором фотографії Вацлава Ф. Кумпошта, засновника часопису «Vesmír». З 1898 по 1914 рік його фотостудією керував його син Валдемар Мазура (7 вересня 1880 — 4 квітня 1947), який розширив виробництво батькової студії, почавши виготовляти листівки.

## Галерея

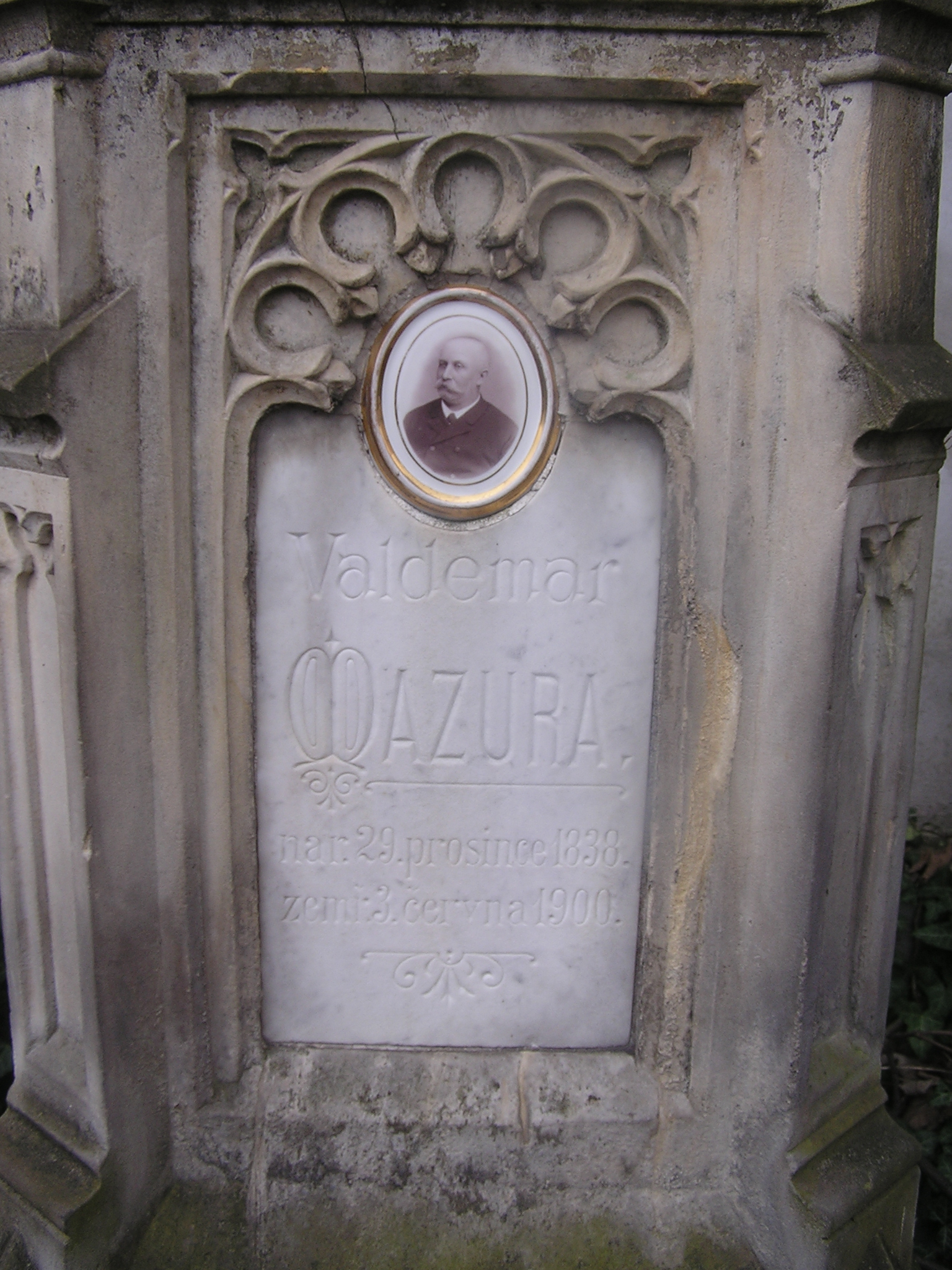
Могила Волдемара Мазури 1838 - 1900
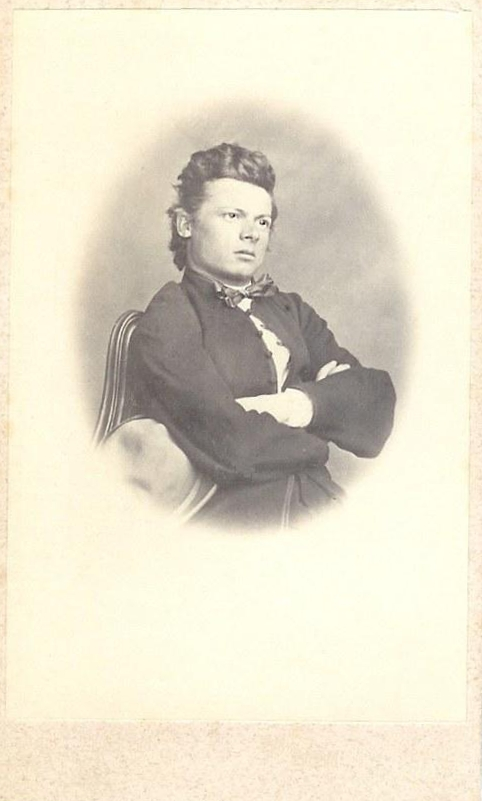
Портрет Вацлава Ф. Кумпошта